# Exilisia
Exilisia är ett släkte av fjärilar. Exilisia ingår i familjen björnspinnare.

## Dottertaxa tillExilisia, i alfabetisk ordning[1]
- Exilisia andriai
- Exilisia bijuga
- Exilisia bilineata
- Exilisia bipuncta
- Exilisia butleri
- Exilisia costimacula
- Exilisia diegoi
- Exilisia falcata
- Exilisia flavicapilla
- Exilisia flavicincta
- Exilisia fletcheri
- Exilisia insularis
- Exilisia leighi
- Exilisia lichenaria
- Exilisia mabillei
- Exilisia marmorea
- Exilisia mnigrum
- Exilisia nebulosa
- Exilisia obliterata
- Exilisia ocularis
- Exilisia olivascens
- Exilisia parvula
- Exilisia perlucida
- Exilisia placida
- Exilisia pluripunctata
- Exilisia prominens
- Exilisia pseudomarmorea
- Exilisia pseudoplacida
- Exilisia punctata
- Exilisia quadripunctata
- Exilisia rufescens
- Exilisia subfusca
- Exilisia variegata
- Exilisia viettei